# Kaple Nejsvětější Trojice (Nová Víska)
Kaple Nejsvětější Trojice (německy) byla novoklasicistní sakrální stavba v Nové Vísce (místní část města Dolní Poustevna). První dřevěnou kapli z roku 1801 nahradila v roce 1890 větší zděná. Ta byla zbořena na počátku 70. let 20. století kvůli stavbě rybníka.

## Historie

### První kaple
První kapli v Nové Vísce nechala zřídit obec roku 1801. Umístěna byla nedaleko návsi na prostranství mezi domy čp. 1 (rychta), 2, 8 a 40 (všechny již zbořené). Stavba zasvěcená Nejsvětější Trojici byla celá dřevěná, opatřená věží se zvonem a hodinami. Důvodem výstavby byla velká vzdálenost do farního kostela Navštívení Panny Marie v Lobendavě; za nepříznivého počasí a při dalších příležitostech se zde proto konaly bohoslužby. Kaple byla dlouhá i vysoká přibližně 6 metrů a široká necelé 4 metry. Popis kaple z roku 1835 uvádí uvnitř hlavní oltář s obrazem Nejsvětější Trojice, prosklenou schránu se soškou Jezulátka, svítidlo a svícny, prapor a několik svatých obrázků. Roku 1854 ji žehnal (patrně po rekonstrukci) Johann Hentschel, rodák z Nové Vísky čp. 30.

### Druhá kaple
Protože malá dřevěná kaple postupně nestačila pro potřeby rozrůstající se obce, rozhodlo její vedení o výstavbě kaple nové, podstatně větší a již zděné. K výstavbě došlo roku 1890, tedy v době největšího rozmachu vsi. Stejně jako její předchůdkyně byla zasvěcená Nejsvětější Trojici. Dokončenou kapli požehnal roku 1891 David Hentschel (1828–1903), osobní arciděkan ve Velkém Šenově a rodák z Nové Vísky čp. 30. V průběhu roku byla využívána k pravidelnému vyzvánění a k různým pobožnostem. Na Velikonoční neděli se u kaple zastavoval průvod lobendavských velikonočních jezdců.
Kaple byla využívána až do konce druhé světové války. Po vysídlení původních obyvatel vsi nebyla kaple udržována a chátrala. Nová Víska nebyla dosídlena, takže opuštěná stavení byla postupně demolována. Kaple Nejsvětější Trojice vydržela až do počátku 70. let 20. století, kdy byla zlikvidována kvůli stavbě horního rybníka. Parcela, kde kaple stávala, se nachází přibližně uprostřed hráze.
Parcela se zbořeništěm je v majetku města Dolní Poustevna. Za své existence nebyla kaple památkově chráněná.

## Popis
Novoklasicistní kaple byla postavena na obdélném půdorysu s trojbokým závěrem. Průčelí bylo členěné šesti lizénami, ve štítě bylo umístěno malé kruhové okno. Dvoukřídlé vstupní dveře zakončoval půlkruhový oblouk. Boční stěny kaple shodně protínal pár vysokých, půlkruhově zakončených oken. Polovalbovou střechu pokrývala břidlice. V přední části z ní vybíhal vysoký šestiboký sanktusník (také krytý břidlicí), ve kterém byl umístěn zvon.

## Galerie

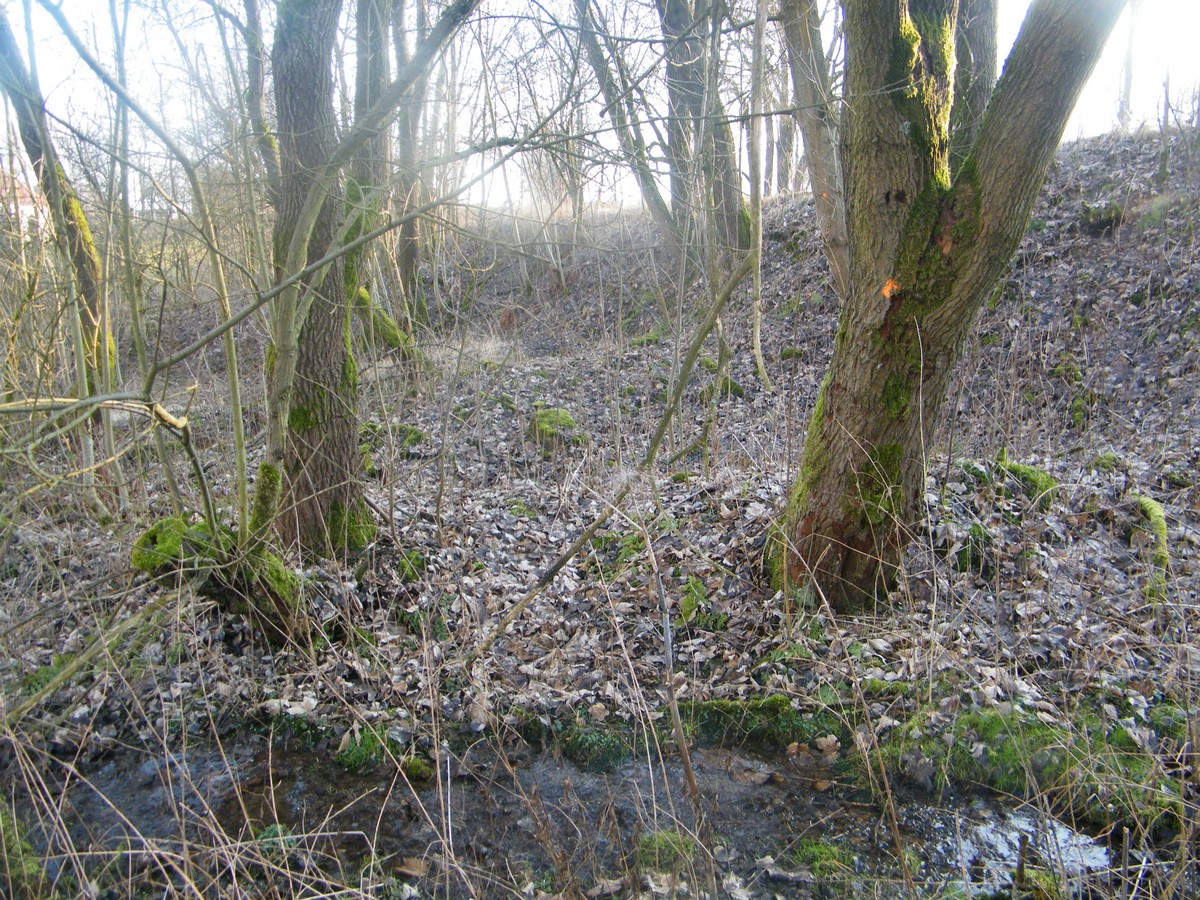
Ruiny kaple (2016)
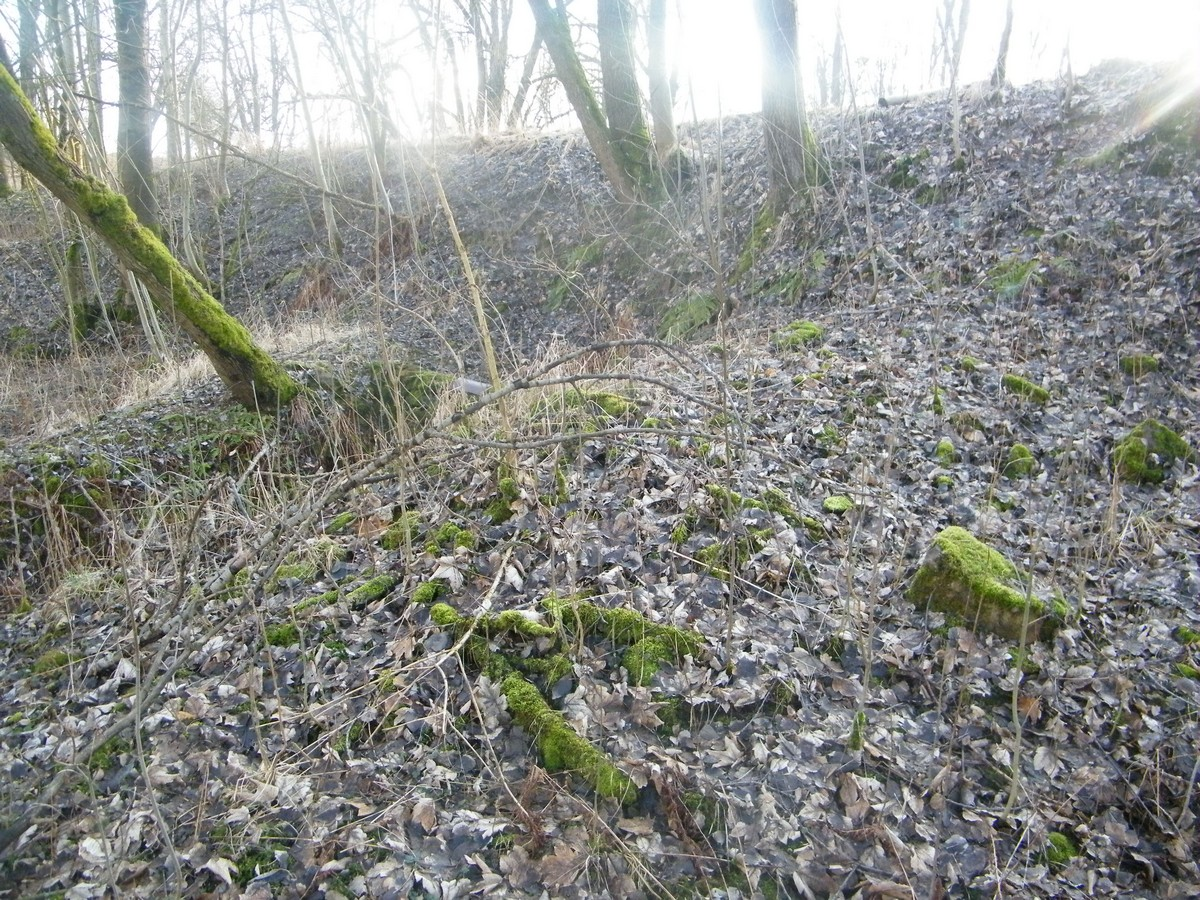
Ruiny kaple (2016)